# Bruno Kirby
Bruno Giovanni Quidaciolu Jr., ismertebb nevén Bruno Kirby (New York, 1949. április 28. – Los Angeles, 2006. augusztus 14.) amerikai színész.
Fontosabb szerepei voltak a A Keresztapa II. (1974), a Jó reggelt, Vietnam! (1987), a Harry és Sally (1989), az Irány Colorado! (1991) és a Fedőneve: Donnie Brasco (1997) című filmekben. A Stuart Little, kisegér (1999) című animációs filmben Reginald Stout eredeti hangját kölcsönözte.

## Élete és pályafutása
New Yorkban született, 1949. április 28-án, édesapja, Bruce Kirby (1925–2021) színész 24. születésnapján. Egy testvére van, John Kirby, aki színésztrénerként dolgozik. A testvérek New York Hell’s Kitchen városrészében nőttek fel.
Lynn Sellers házastársa volt, 2006-ban bekövetkezett haláláig. 

## Halála
Kirby 2006. augusztus 14-én, 57 évesen hunyt el Los Angelesben, mindössze három héttel azután, hogy leukémiával diagnosztizálták.

## Filmográfia

### Film
| Év   | Magyar cím                                              | Eredeti cím               | Szerep                           | Magyar hang                |
| ---- | ------------------------------------------------------- | ------------------------- | -------------------------------- | -------------------------- |
| 1971 |                                                         | The Young Graduates       | Les                              |                            |
| 1973 |                                                         | The Harrad Experiment     | Harry Schacht                    |                            |
| 1973 | Szuperpapa                                              | Superdad                  | Stanley Schlimmer                | Bartucz Attila             |
| 1973 | Szuperpapa                                              | Superdad                  | Stanley Schlimmer                | Minárovits Péter           |
| 1973 |                                                         | Cinderella Liberty        | Alcott                           |                            |
| 1974 | A Keresztapa II.                                        | The Godfather Part II     | Peter Clemenza fiatalon          | eredeti nyelven            |
| 1976 |                                                         | Baby Blue Marine          | Pop Mosley                       |                            |
| 1977 |                                                         | Between the Lines         | David Entwhistle                 |                            |
| 1978 |                                                         | Almost Summer             | Bobby DeVito                     |                            |
| 1980 | Ahol a bölény dübörög                                   | Where the Buffalo Roam    | Marty Lewis                      | Kerekes József             |
| 1980 | Határsáv                                                | Borderline                | Jimmy Fante                      | Józsa Imre                 |
| 1980 | Határsáv                                                | Borderline                | Jimmy Fante                      | Csőre Gábor                |
| 1981 | Modern románc                                           | Modern Romance            | Jay                              | Kassai Károly              |
| 1982 | Forró nyár                                              | Kiss My Grits             | Flash                            |                            |
| 1984 | A turné                                                 | This Is Spinal Tap        | Tommy Pischedda                  |                            |
| 1984 | Madárka                                                 | Birdy                     | Phil Renaldi                     | Faragó József              |
| 1985 | Hús és vér                                              | Flesh and Blood           | Orbec                            | Juhász György              |
| 1987 | Bádogemberek                                            | Tin Men                   | Mouse                            |                            |
| 1987 | Jó reggelt, Vietnam!                                    | Good Morning, Vietnam     | Steven Hauk hadnagy              | Cseke Péter                |
| 1989 |                                                         | Bert Rigby, You're a Fool | Kyle DeForest                    |                            |
| 1989 | Harry és Sally                                          | When Harry Met Sally...   | Jess Fisher                      | Szombathy Gyula            |
| 1989 | Harry és Sally                                          | When Harry Met Sally...   | Jess Fisher                      | Takátsy Péter              |
| 1989 | Nem vagyunk mi angyalok                                 | We're No Angels           | seriffhelyettes                  | Szombathy Gyula            |
| 1990 | Az újonc                                                | The Freshman              | Victor Ray                       | Bognár Zsolt               |
| 1991 | Irány Colorado!                                         | City Slickers             | Ed Furillo                       | Bajor Imre                 |
| 1991 | Irány Colorado!                                         | City Slickers             | Ed Furillo                       | Barabás Kiss Zoltán        |
| 1992 | Hoffa                                                   | Hoffa                     | komikus a nightclubban           |                            |
| 1993 | Golden Gate                                             | Golden Gate               | Ron Pirelli ügynök               | Szokol Péter               |
| 1995 | Egy kosaras naplója                                     | The Basketball Diaries    | Swifty                           | Csuja Imre (1. szinkron)   |
| 1995 | Egy kosaras naplója                                     | The Basketball Diaries    | Swifty                           | Tarján Péter (2. szinkron) |
| 1996 | Pokoli lecke                                            | Sleepers                  | Mr. Carcaterra                   | Beregi Péter               |
| 1997 | Fedőneve: Donnie Brasco                                 | Donnie Brasco             | Nicky Santora                    | Bácskai János              |
| 1999 |                                                         | A Slipping-Down Life      | menedzser                        |                            |
| 1999 | Éjszaka írt történelem (Csak semmi szex, kémek vagyunk) | Spy Games                 | Max Fisher                       | Kőszegi Ákos               |
| 1999 | Stuart Little, kisegér                                  | Stuart Little             | Reginald "Reggie" Stout (hangja) | Besenczi Árpád             |
| 2001 | Az utca törvénye                                        | One Eyed King             | Mickey                           | Botár Endre                |
| 2006 |                                                         | Played                    | Allen nyomozó                    |                            |

### Televízió
| Év        | Magyar cím           | Eredeti cím                                     | Szerep                  | Megjegyzések                                                    |
| --------- | -------------------- | ----------------------------------------------- | ----------------------- | --------------------------------------------------------------- |
| 1969–1973 |                      | Room 222                                        | Herbie Constadine       | 5 epizód                                                        |
| 1972      |                      | The Super                                       | Anthony Girelli         | 10 epizód                                                       |
| 1972      | M.A.S.H.             | M*A*S*H                                         | Lorenzo Boone közlegény | 1 epizód                                                        |
| 1973      |                      | Emergency!                                      | Ken                     | 1 epizód                                                        |
| 1974      | Columbo              | Columbo                                         | Morgan kadét            | - 1 epizód (Hajnali derengés) - magyar hangja: - Bartucz Attila |
| 1975      | Kojak                | Kojak                                           | Keith Wicks             | 1 epizód                                                        |
| 1976      |                      | Delvecchio                                      | ismeretlen szerep       | 1 epizód                                                        |
| 1979      |                      | Detective School                                | Marvin                  | 1 epizód                                                        |
| 1981      |                      | ABC Afterschool Special                         | rendőr                  | 1 epizód                                                        |
| 1982      |                      | The Million Dollar Infield                      | Lou Buonomato           | tévéfilm                                                        |
| 1982      |                      | Fame                                            | Marty Shwartz           | 1 epizód                                                        |
| 1983      | Zsarublues           | Hill Street Blues                               | Louis                   | 1 epizód                                                        |
| 1984      |                      | Buchanan High                                   | Mr. Prescott            | 2 epizód                                                        |
| 1989–1990 |                      | It's Garry Shandling's Show                     | Brad Brillnick          | 8 epizód                                                        |
| 1991      | Mesék a kriptából    | Tales from the Crypt                            | Billy Paloma            | 1 epizód                                                        |
| 1992      |                      | Mastergate                                      | Abel Lamb               | tévéfilm                                                        |
| 1993      | Bukott angyalok      | Fallen Angels                                   | Tony Reseck             | 1 epizód                                                        |
| 1993      | Frasier – A dumagép  | Frasier                                         | Marco (hangja)          | 1 epizód                                                        |
| 1993–1998 |                      | The Larry Sanders Show                          | önmaga                  | 5 epizód                                                        |
| 1994      | David Letterman show | Late Show with David Letterman                  | rendőr                  | 1 epizód                                                        |
| 1995      | Gyilkos utcák        | Homicide: Life on the Street                    | Victor Helms            | 1 epizód                                                        |
| 1996      | Megőrülök érted      | Mad About You                                   | Virgil                  | 1 epizód                                                        |
| 1999      |                      | Happily Ever After: Fairy Tales for Every Child | The Great One (hangja)  | 1 epizód                                                        |
| 2000      |                      | American Tragedy                                | Barry Scheck            | tévéfilm                                                        |
| 2001      |                      | Biography                                       | narrátor                | 1 epizód                                                        |
| 2004      | A pokol csúszdája    | Helter Skelter                                  | Vincent Bugliosi        | tévéfilm                                                        |
| 2004      |                      | The Jury                                        | Carmen Pintozzi         | 1 epizód                                                        |
| 2006      | Törtetők             | Entourage                                       | Phil Rubenstein         | 1 epizód                                                        |

## Fordítás
- Ez a szócikk részben vagy egészben  a   Bruno Kirby című angol Wikipédia-szócikk ezen változatának fordításán alapul.  Az eredeti cikk szerkesztőit annak laptörténete sorolja fel. Ez a jelzés csupán a megfogalmazás eredetét és a szerzői jogokat jelzi, nem szolgál a cikkben szereplő információk forrásmegjelöléseként.